# Убри (дворянский род)
Убри (Oubril) — бельгийский дворянский род, из которого произошло несколько поколений крупных дипломатов Российской империи:
- Католик Яков Убри (1734—1779), приехав в Россию, служил советником у главы коллегии иностранных дел Н. И. Панина, который щедро одарил его крепостными крестьянами.
  - Его сын Петр Яковлевич (1774—1847) был действительным тайным советником и послом в Париже, Гааге, Мадриде, Франкфурт-на-Майне.
    - Павел Петрович Убри (1818-96), сын предыдущего, служил посланником России в Германской и Австрийской империях[1].

В 1795 г. род Убри был внесён Губернским дворянским депутатским собранием в III часть дворянской родословной книги Санкт-Петербургской губернии Российской империи.
По данным на 1884 год родовые имения Убри находились в нескольких уездах Витебской губернии и включали деревню Клястицы. Кроме того, П. П. Убри принадлежала 1/3 часть мызы Ной-Отенгоф Рижского уезда Лифляндской губернии. Позднее он приобрёл часть имения Якубово Дриссенского уезда Витебской губернии.

## Описание герба
В щите, имеющем золотое поле перпендикулярно изображена голубая полоса, посередине коей означена серебряная лилия и две пятиугольные золотые звезды.
Щит увенчан дворянскими шлемом и короной. Нашлемник: распростёртые два чёрных орлиных крыла и между ними видна пятиугольная залошая звезда. Намёт на щите голубой, подложенный золотом. Герб дворянского рода Убри внесён в Часть V Общего гербовника дворянских родов Всероссийской империи, страница 146.